# Fri improvisationsmusik
Fri improvisationsmusik är en musikform som uppstod under 50-, 60- och 1970-talet i USA och Europa. Musiken är grundad på improvisationer och man skriver inte musiken i förväg utan skapar den i samma stund som man spelar, ett band som spelar fri improvationsmusik måste därför vara väldigt samspelta. De genrer som oftast låter jämförbart med genren är noise och jazz.

## Artister
- Anthony Braxton
- Peter Brötzmann
- Tony Buck
- Fred Frith
- Yuri Landman
- Yoshihide Otomo
- Evan Parker
- Lee Ranaldo
- Keith Rowe
- John Zorn